# Palo de Asherá

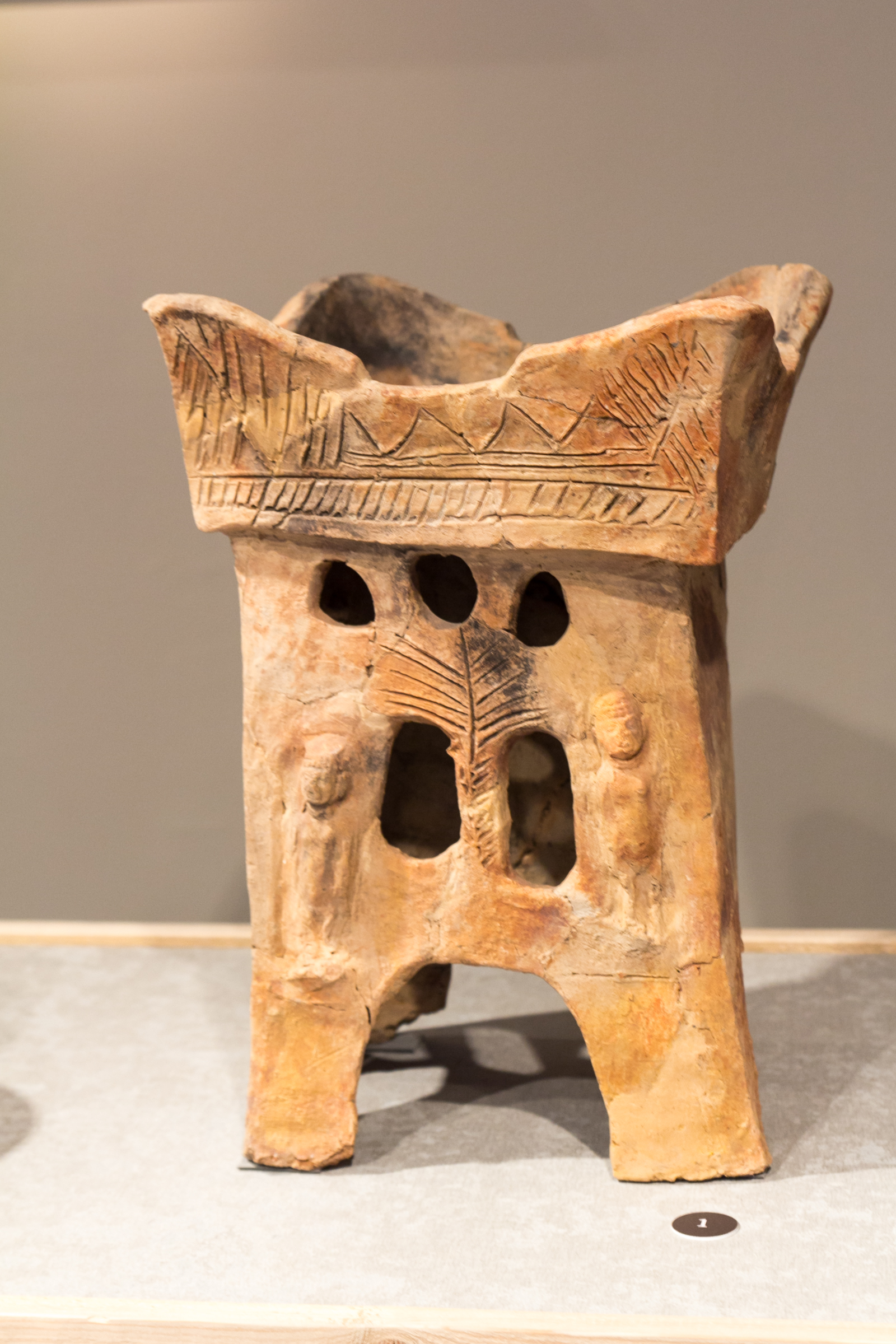
Altar rectangular diseñado en forma de puerta de ciudad. Se cree que un árbol inciso en la fachada y flanqueado por dos figuras femeninas representa a Asherá.

Un palo de Asherá, poste de Asherá o estaca de Asherá es un árbol o poste sagrado que se erguía cerca de los lugares religiosos cananeos para honrar a la diosa madre ugarítica Asherá o Aserá.
La relación de las referencias literarias a un asherah o asherá y los hallazgos arqueológicos de pilares-figurillas judaicas ha engendrado un debate interesante.
Los denominados asherim eran objetos de culto relacionados con la adoración a Asherá, también consorte de Baal, del dios El o, como atestiguan las inscripciones de Kuntillet Ajrud y Jirbet el-Qom, de  Yahvé, y, por tanto, objetos de disputa entre cultos rivales. La mayoría de las traducciones de la Biblia hebrea traducen las palabras hebreas asherim (אֲשֵׁרִים 'ăšērīm) o asheroth (אֲשֵׁרוֹת 'ăšērōṯ) por "palos de Asherá".